# Zdzisław Kuczyński
Zdzisław Kuczyński (ur. 13 września 1932 w Ostrowi Mazowieckiej, zm. 15 grudnia 2004) – polski działacz partyjny i państwowy, nauczyciel i inżynier ogrodnik, w latach 1978–1981 wicewojewoda ostrołęcki.

## Życiorys
Syn Łukasza i Zofii. W 1952 ukończył kurs pedagogiczny, następnie w Szkole Głównej Gospodarstwa Wiejskiego uzyskiwał tytuły inżyniera na Wydziale Ogrodniczym (1958) i magistra na Wydziale Ekonomiczno-Rolniczym (1965). W 1952 pracował jako nauczyciel w szkole podstawowej w Warszawie, następnie do 1954 odbywał służbę wojskową w Gdyni. W 1958 został organizatorem i kierownikiem dwuletniej szkoły ogrodniczej w Starym Lubiejewie. Placówka ta była następnie przekształcana w zasadniczą szkołę ogrodniczą, technikum ogrodnicze i rolnicze oraz zespół szkół rolniczych. Pozostał na stanowisku dyrektora do 1978.
W 1952 wstąpił do Polskiej Zjednoczonej Partii Robotniczej, był sekretarzem POP PZPR przy Wydziale Ogrodniczym SGGW. W 1958 został członkiem Komitetu Powiatowego PZPR w Ostrowi Mazowieckiej, w latach 70. wchodził w skład jego plenum i egzekutywy. Od 1966 do 1968 należał do Warszawskiego Komitetu Wojewódzkiego PZPR. Od 1976 do 1978 członek Wojewódzka Komisja Rewizyjnej Komitetu Wojewódzkiego PZPR w Ostrołęce, od 1977 sekretarz rolny Komitetu Gminnego PZPR w gminie wiejskiej Ostrów Mazowiecka. Od marca 1978 do października 1981 pozostawał wicewojewodą ostrołęckim.
Został pochowany na cmentarzu parafialnym w Ostrowi Mazowieckiej.